# Arfaka
Arfaka é um género de insectos pertencentes à família Cicadidae.
Espécies:
- Arfaka fulva Walker, 1870
- Arfaka hariola Stål, 1863